# 蔡恩
蔡恩（德語：Zeihen，發音：[ˈtsaɪən]）是瑞士阿尔高州的市镇，面积6.87平方千米，2018年12月31日人口为1,171人。